# Sector Charlottenburg-Wilmersdorf

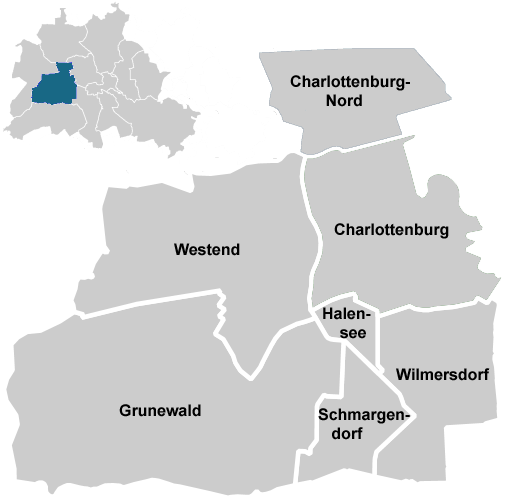
Sectorul Charlottenburg-Wilmersdorf

Sectorul Charlottenburg-Wilmersdorf este sectorul al patrulea al orașului Berlin, care a luat naștere în anul 2001 prin fuziunea sectoarelor anterioare din Berlinul de West „Charlottenburg” și „Wilmersdorf”. In acest sector se află: „Universitatea Tehnică Berlin”, „Universitatea de arte”, „Opera germană”, Castelul Charlottenburg și „Stadionul Olimpic Berlin”.

## Cartiere
- Sector 04 Charlottenburg-Wilmersdorf 
  - 0401 Charlottenburg
    - Witzleben
    - Kalowswerder

  - 0402 Wilmersdorf
    - Rheingau-Viertel

  - 0403 Schmargendorf
  - 0404 Grunewald
  - 0405 Westend
    - Pichelsberg
    - Ruhleben
    - Siedlung Eichkamp
    - Siedlung Heerstraße

  - 0406 Charlottenburg-Nord
    - Jungfernheide
    - Paul-Hertz-Siedlung
    - Plötzensee

  - 0407 Halensee